# Otto Böckler
Otto Heinrich Böckler (* 23. Juni 1867 in Oranienburg; † 16. Juni 1932 in Berlin) war Schriftsteller und Mitglied des Deutschen Reichstags.

## Leben
Böckler besuchte die Seminarschule in Oranienburg, das Kaiser-Wilhelm-Gymnasium zu Hannover, das Viktoria-Gymnasium zu Potsdam und die Universitäten Berlin und Marburg, wo er Geschichte, Geographie und verwandte Fächer studierte. Ab 1891 war er Redakteur u. a. bei der Staatsbürger-Zeitung in Berlin und von 1894 bis 1896 Leiter der antisemitischen Bewegung in Pommern. Weiter verfasste er verschiedene Schriften und vaterländische Schauspiele.
Von 1903 bis 1907 war er Mitglied des Deutschen Reichstags für den Wahlkreis Regierungsbezirk Marienwerder 7 (Schlochau, Flatow) und die Deutsche Reformpartei.